# Jilavele
Jilavele é uma comuna romena localizada no distrito de Ialomiţa, na região de Muntênia. A comuna possui uma área de 52.46 km² e sua população era de 3633 habitantes segundo o censo de 2007.